# Петър Золотович
Петър Владиславов Золотович е български оперен певец, баритон. Негова съпруга е оперната певица Мария Милкова-Золотович.
Роден е в София през 1893 година. Син е на чиновника Владислав Золотович и внук на калоферския търговец Димитър Золотович. От 1911 до 1915 година учи пеене при Иван Вулпе, а през 1924 – 1925 г. при Дж. Кашман в Италия. Работи в Националната опера от 1911 до 1942 година, а от 1942 до 1944 г. в Художествения оперетен театър в София. Участва в създаването на днешния Младежки театър. Завършва кариерата си като солист на Държавния музикален театър в София.